# Số âm

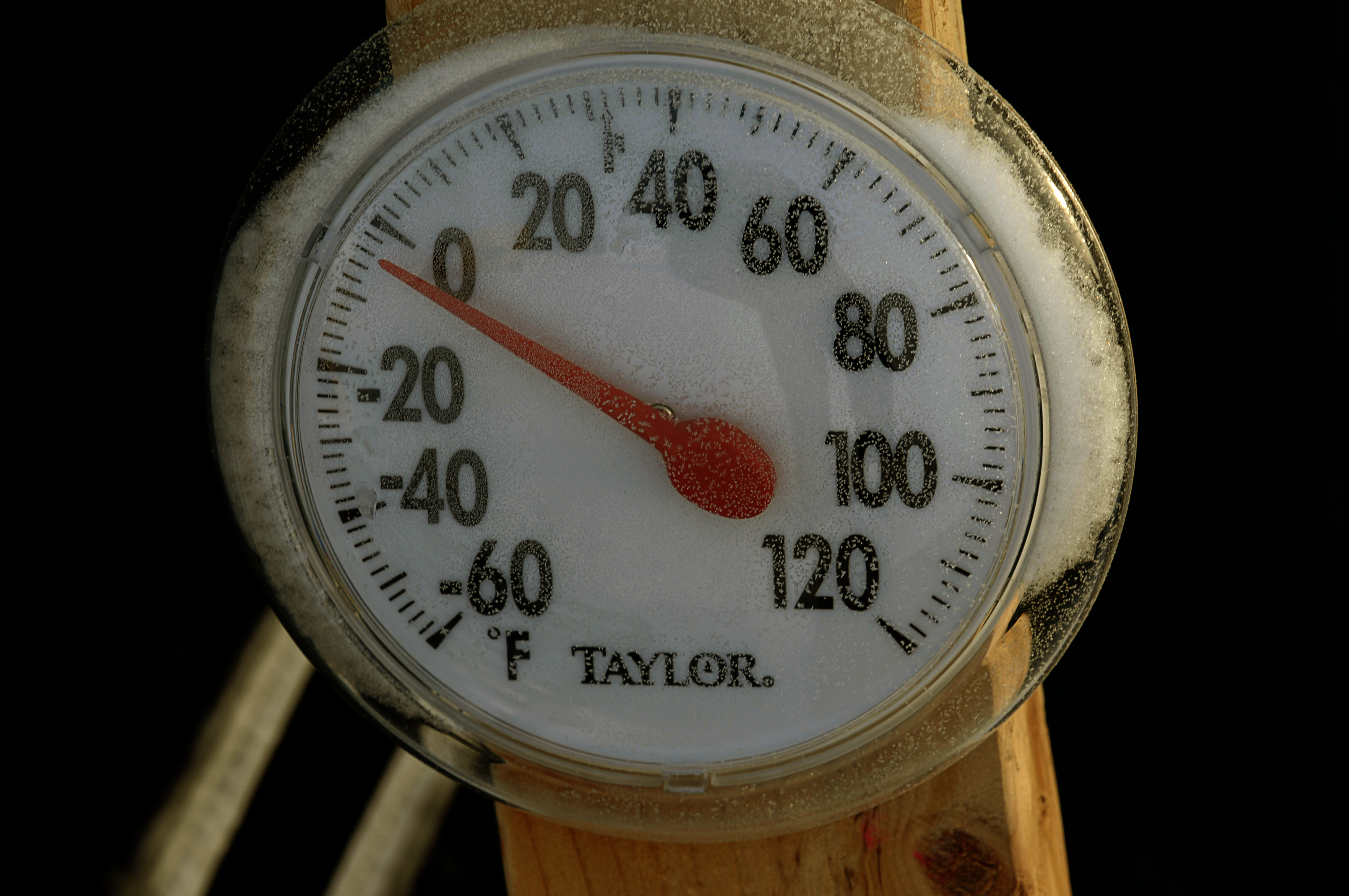
Nhiệt kế này cho thấy nhiệt độ âm theo thang Fahrenheit (−4 ° F, tương đương −20 ° C).

Trong toán học, số âm là một số thực nhỏ hơn 0. Trên một trục số thực, nếu số dương đại diện cho một chuyển động sang bên phải số 0, số âm đại diện cho một chuyển động sang bên trái số 0. Nếu số dương đại diện cho trên mực nước biển, thì số âm đại diện dưới mực nước biển. Nếu số dương đại diện cho một khoản tiền gửi, số âm đại diện cho một khoản rút tiền. Chúng thường được sử dụng để đại diện cho mức độ mất mát hoặc thiếu hụt. Một khoản nợ đang nợ có thể được coi là một tài sản âm, việc giảm một số lượng có thể được coi là một sự gia tăng một khoản số âm. Nếu một đại lượng có thể có một trong hai giác quan trái ngược nhau, thì người ta có thể chọn cách phân biệt giữa các giác quan đó, có lẽ là tùy tiện, là tích cực và tiêu cực. Trong bối cảnh y tế chống lại một khối u, một sự mở rộng khối u có thể được coi là một sự co rút tiêu cực.  Các số âm được sử dụng để mô tả các giá trị trên thang đo dưới 0, chẳng hạn như thang đo Celsius và Fahrenheit cho nhiệt độ. Các định luật số học cho các số âm đảm bảo rằng ý tưởng thông thường của một mặt đối lập được phản ánh trong số học. Ví dụ: - (- 3) = 3 vì nghịch đảo của nghịch đảo là giá trị ban đầu.
Số âm thường được viết với một dấu trừ ở phía trước. Ví dụ: −3 đại diện cho một đại lượng âm với cường độ ba và được phát âm là "trừ 3" hoặc "âm 3". Để giúp cho sự khác biệt giữa phép toán trừ và số âm, đôi khi dấu âm được đặt cao hơn một chút so với dấu trừ (như là siêu ký tự). Ngược lại, một số lớn hơn 0 được gọi là dương; số 0 thường (nhưng không phải luôn luôn) được cho là không dương cũng không âm. Sự dương tính của một số có thể được nhấn mạnh bằng cách đặt dấu cộng trước nó, ví dụ +3. Nói chung, dương hoặc âm của một số được gọi là dấu của số đó.
Mỗi số thực khác 0 đều dương hoặc âm. Các số nguyên không âm được gọi là số tự nhiên, trong khi số nguyên dương và số nguyên âm (cùng với số 0) được gọi là số nguyên.
Trong sổ sách kế toán, số tiền nợ thường được biểu thị bằng số màu đỏ hoặc số trong ngoặc đơn, như một ký hiệu thay thế để thể hiện số âm.
Các số âm xuất hiện lần đầu tiên trong lịch sử trong Cửu chương toán thuật, ở dạng hiện tại có từ thời nhà Hán (202 TCN - 220 SCN), nhưng cũng có thể chứa nhiều tài liệu cũ hơn. Lưu Huy (khoảng thế kỷ thứ 3) đã thiết lập các quy tắc để cộng và trừ các số âm. Đến thế kỷ thứ 7, các nhà toán học Ấn Độ như Brahmagupta đã mô tả việc sử dụng các số âm. Các nhà toán học Hồi giáo đã phát triển thêm các quy tắc trừ và nhân các số âm và giải các bài toán có hệ số âm. Các nhà toán học phương Tây đã chấp nhận ý tưởng về số âm vào thế kỷ 17. Trước khái niệm số âm, các nhà toán học như Diophantos đã xem xét các nghiệm là số âm cho các vấn đề "sai" và các phương trình có các nghiệm âm được mô tả là vô lý.

## Giới thiệu

### Là kết quả của phép trừ
Các số âm có thể được coi là kết quả của phép trừ một số lớn hơn từ một số nhỏ hơn. Ví dụ: âm 3 là kết quả của việc 0 trừ 3:
0 − 3  =  −3.
Nói chung, một số nhỏ hơn trừ một số lớn hơn mang về kết quả âm, với độ lớn của kết quả là sự khác biệt giữa hai số. Ví dụ,
5 − 8  =  −3
vì 8 − 5 = 3.

### Trục số
Mối quan hệ giữa các số âm, số dương và số 0 thường được biểu thị dưới dạng một trục số: 
Các số xuất hiện xa hơn bên phải trên trục này là lớn hơn, trong khi các số xuất hiện xa hơn bên trái là ít hơn. Do đó, số 0 xuất hiện ở giữa, với các số dương ở bên phải và các số âm ở bên trái.
Lưu ý: khi so sánh hai số âm ta so sánh hai giá trị tuyệt đối của chúng. Số nào có giá trị tuyệt đối lớn hơn thì nhỏ hơn và ngược lại. Ví dụ: -8<-5 vì |-8|>|-5|
Bất kỳ số âm nào nhỏ hơn bất kỳ số dương nào, vì vậy
−8 < 5   và   −5 < 8.

### Số có dấu
Trong ngữ cảnh của số âm, một số lớn hơn 0 được gọi là số dương. Do đó, mọi số thực khác 0 đều dương hoặc âm, trong khi bản thân số 0 không được coi là có dấu. Số dương đôi khi được viết bằng dấu cộng ở phía trước, ví dụ +3 biểu thị số dương 3.
Bởi vì số 0 không dương cũng không âm, thuật ngữ không âm đôi khi được sử dụng để chỉ một số có giá trị dương hoặc bằng 0, trong khi không dương có ý nghĩa được sử dụng để chỉ một số có giá trị âm hoặc bằng 0. Số 0 là một số trung tính. 